# Anatoli Wiktorowitsch Fedjukin
Anatoli Wiktorowitsch Fedjukin (russisch Анатолий Викторович Федюкин; * 26. Januar 1952 in Woronesch; † 29. Juli 2020) war ein sowjetisch-russischer Handballspieler und Handballtrainer.

## Karriere
Anatoli Fedjukin spielte für die Vereine Trud Moskau, SK Kunzewo und ZSKA Moskau. Mit ZSKA gewann der 1,80 m große Rechtsaußen 1978, 1979, 1980, 1982 und 1983 die sowjetische Meisterschaft. Im Europapokal der Landesmeister 1982/83 unterlag er in den Finalspielen gegen den VfL Gummersbach.
Mit der sowjetischen Nationalmannschaft gewann Fedjukin bei der Weltmeisterschaft 1978 die Silbermedaille und bei der Weltmeisterschaft 1982 die Goldmedaille. Bei den Olympischen Spielen 1976 in Montreal blieb er in drei Partien ohne Treffer und gewann mit der Auswahl die Goldmedaille. Für diesen Erfolg erhielt er die Auszeichnung Verdienter Meister des Sports der UdSSR. Bei den Olympischen Spielen 1980 in Moskau warf er 21 Tore in fünf Spielen und gewann olympisches Silber. Insgesamt bestritt er 102 Länderspiele, in denen er 222 Tore erzielte.
Als Trainer war Fedjukin für Iskra Odinzowo, die Reservemannschaft von ZSKA, aktiv. Von 1989 bis 1995 war er Cheftrainer von ZSKA Moskau, mit dem er 1994 und 1995 die russische Meisterschaft gewann. Im IHF-Pokal 1990/91 unterlag er mit dem Armeeklub im Finale gegen RK Borac Banja Luka. Von 2000 bis 2002 war er Trainer beim isländischen Verein Fram Reykjavík, wo auch sein Sohn Maxim spielte. Von 2002 bis 2004 beriet er den Trainer von Energija Woronesch. Später leitete er den Sportverein MGRI-RGGRU „Geologe“.
Am 29. Juli 2020 starb Fedjukin im Alter von 68 Jahren.